# Yairo Moreno
Yairo Yesid Moreno Berrío (ur. 4 kwietnia 1995 w Necoclí) – kolumbijski piłkarz występujący na pozycji lewego obrońcy lub skrzydłowego w klubie Independiente Medellín oraz w reprezentacji Kolumbii.

## Kariera klubowa

### Independiente Medellín
W 2014 roku podpisał kontrakt z klubem Independiente Medellín. Zadebiutował 23 marca 2014 w meczu Categoría Primera A przeciwko Deportivo Cali (2:0). W sezonie 2014–II jego zespół zajął drugie miejsce w tabeli zdobywając wicemistrzostwo Kolumbii.

### CD La Equidad
1 stycznia 2015 udał się na wypożyczenie do drużyny CD La Equidad. Zadebiutował 1 lutego 2015 w meczu Categoría Primera A przeciwko Independiente Santa Fe (2:2).

### Envigado FC
1 stycznia 2016 został wysłany na wypożyczenie do zespołu Envigado FC. Zadebiutował 31 stycznia 2016 w meczu Categoría Primera A przeciwko CD La Equidad (0:0). Pierwszą bramkę zdobył 19 lutego 2016 w meczu ligowym przeciwko Patriotas Boyacá (2:1).

### Independiente Medellín
31 grudnia 2016 powrócił do klubu z wypożyczenia. Pierwszą bramkę zdobył 26 lutego 2017 w meczu ligowym przeciwko Tigres FC (3:0). 16 marca 2017 zadebiutował w Copa Libertadores w meczu przeciwko CA River Plate (1:3).

### Club León
1 lipca 2018 podpisał kontrakt z drużyną Club León. Zadebiutował 25 lipca 2018 w meczu Copa MX przeciwko Mineros de Zacatecas (4:3). W Liga MX zadebiutował 30 lipca 2018 w meczu przeciwko CF Monterrey (0:2). Pierwszą bramkę zdobył 12 sierpnia 2018 w meczu ligowym przeciwko Querétaro FC (4:0). W sezonie 2018/2019–II jego zespół zdobył wicemistrzostwo Meksyku. W sezonie 2020/2021–I jego zespół zdobył mistrzostwo Meksyku. 8 kwietnia 2021 zadebiutował w Lidze Mistrzów CONCACAF w meczu przeciwko Toronto FC (1:1).

## Kariera reprezentacyjna

### Kolumbia
W 2019 roku otrzymał powołanie do reprezentacji Kolumbii. Zadebiutował 6 września 2019 w meczu towarzyskim przeciwko reprezentacji Brazylii (2:2). 10 czerwca 2021 otrzymał powołanie na Copa América 2021.

## Statystyki

### Klubowe
(aktualne na dzień 20 czerwca 2021)
| Klub                   | Sezon              | Liga                | Liga  | Liga   | Puchar kraju | Puchar kraju | Puchary kontynentalne | Puchary kontynentalne | Suma  | Suma   |
| Klub                   | Sezon              | Liga                | Mecze | Bramki | Mecze        | Bramki       | Mecze                 | Bramki                | Mecze | Bramki |
| ---------------------- | ------------------ | ------------------- | ----- | ------ | ------------ | ------------ | --------------------- | --------------------- | ----- | ------ |
| Independiente Medellín | 2014               | Categoría Primera A | 1     | 0      | 0            | 0            | –                     | –                     | 1     | 0      |
| Independiente Medellín | Ogólnie            | Ogólnie             | 1     | 0      | 0            | 0            | 0                     | 0                     | 1     | 0      |
| CD La Equidad (wyp.)   | 2015               | Categoría Primera A | 19    | 0      | 4            | 0            | –                     | –                     | 23    | 0      |
| CD La Equidad (wyp.)   | Ogólnie            | Ogólnie             | 19    | 0      | 4            | 0            | 0                     | 0                     | 23    | 0      |
| Envigado FC (wyp.)     | 2016               | Categoría Primera A | 32    | 7      | 0            | 0            | –                     | –                     | 32    | 7      |
| Envigado FC (wyp.)     | Ogólnie            | Ogólnie             | 32    | 7      | 0            | 0            | 0                     | 0                     | 32    | 7      |
| Independiente Medellín | 2017               | Categoría Primera A | 22    | 4      | 4            | 0            | 4                     | 0                     | 30    | 4      |
| Independiente Medellín | 2018               | Categoría Primera A | 17    | 7      | 0            | 0            | 2                     | 0                     | 19    | 7      |
| Independiente Medellín | Ogólnie            | Ogólnie             | 39    | 11     | 4            | 0            | 6                     | 0                     | 49    | 11     |
| Club León              | 2018/19            | Liga MX             | 30    | 2      | 5            | 1            | –                     | –                     | 35    | 3      |
| Club León              | 2019/20            | Liga MX             | 25    | 3      | 0            | 0            | 0                     | 0                     | 25    | 3      |
| Club León              | 2020/21            | Liga MX             | 26    | 2      | 0            | 0            | 2                     | 0                     | 28    | 2      |
| Club León              | Ogólnie            | Ogólnie             | 81    | 7      | 5            | 1            | 2                     | 0                     | 88    | 8      |
| Ogólnie w karierze     | Ogólnie w karierze | Ogólnie w karierze  | 172   | 25     | 13           | 1            | 8                     | 0                     | 193   | 26     |

### Reprezentacyjne
(aktualne na dzień 20 czerwca 2021)
| Reprezentacja | Rok     | Mecze | Bramki |
| ------------- | ------- | ----- | ------ |
| Kolumbia      |         |       |        |
| 2019          | 6       | 0     |        |
| 2020          | 0       | 0     |        |
| 2021          | 3       | 0     |        |
| Ogólnie       | Ogólnie | 9     | 0      |

| Mecze i gole w reprezentacji | Mecze i gole w reprezentacji | Mecze i gole w reprezentacji | Mecze i gole w reprezentacji | Mecze i gole w reprezentacji | Mecze i gole w reprezentacji | Mecze i gole w reprezentacji | Mecze i gole w reprezentacji |
| Lp.                          | Data                         | Miejsce                      | Gospodarz                    | Gość                         | Wynik                        | Gol                          | Rozgrywki                    |
| ---------------------------- | ---------------------------- | ---------------------------- | ---------------------------- | ---------------------------- | ---------------------------- | ---------------------------- | ---------------------------- |
| 1.                           | 06.09.2019                   | Miami                        | Brazylia                     | Kolumbia                     | 2:2                          |                              | Mecz towarzyski              |
| 2.                           | 10.09.2019                   | Tampa                        | Kolumbia                     | Wenezuela                    | 0:0                          |                              | Mecz towarzyski              |
| 3.                           | 12.10.2019                   | Alicante                     | Kolumbia                     | Chile                        | 0:0                          |                              | Mecz towarzyski              |
| 4.                           | 15.10.2019                   | Villeneuve-d’Ascq            | Algieria                     | Kolumbia                     | 3:0                          |                              | Mecz towarzyski              |
| 5.                           | 15.11.2019                   | Miami                        | Kolumbia                     | Peru                         | 1:0                          |                              | Mecz towarzyski              |
| 6.                           | 19.11.2019                   | Harrison                     | Ekwador                      | Kolumbia                     | 0:1                          |                              | Mecz towarzyski              |
| 7.                           | 03.06.2021                   | Lima                         | Peru                         | Kolumbia                     | 0:3                          |                              | el. MŚ 2022                  |
| 8.                           | 08.06.2021                   | Barranquilla                 | Kolumbia                     | Argentyna                    | 2:2                          |                              | el. MŚ 2022                  |
| 9.                           | 13.06.2021                   | Cuiabá                       | Kolumbia                     | Ekwador                      | 1:0                          |                              | Copa América 2021            |

## Sukcesy

### Independiente Medellín
- Wicemistrzostwo Kolumbii (1×): 2014–II

### Club León
- Wicemistrzostwo Meksyku (1×): 2018/2019–II
- Mistrzostwo Meksyku (1×): 2020/2021–I